# Parantica tytia
Parantica tytia är en fjärilsart som beskrevs av Gray och Doubleday 1846. Parantica tytia ingår i släktet Parantica och familjen praktfjärilar. Inga underarter finns listade i Catalogue of Life.